# Чудо (фильм, 2009, Россия)
«Чудо» — фильм режиссёра Александра Прошкина, участник конкурсной программы 31-го Московского международного кинофестиваля, где удостоен специального приза за режиссуру «Серебряный Георгий» и других наград. В кинопрокат фильм вышел 12 ноября 2009 года. Сюжет фильма основан на истории об окаменевшей девушке по имени Зоя.

## Сюжет
1956 год. В одном доме в городе Гречанске живут мать с дочерью Татьяной. Обе не верят в Бога, но в углу на полочке стоят иконы, которые достались в наследство от бабки. Дочь была с довольно грубым характером, а мать, по характеру более мужеподобная, спокойная и тихая, поэтому, когда Татьяна заставляет мать вынести иконки из дома, та покорно соглашается. В доме остаётся только икона Николая Чудотворца, потому что возлюбленного дочери, о котором вскользь упоминается в начале фильма, тоже зовут Николай. На следующий день с утра в закрытое окно влетает голубь-сизарь и, разбив стекло, замертво падает на стол. Мать выясняет из книги про приметы, что упавшая мертвая птица — это знак, что случится безумие.
У Татьяны день рождения, вечером к ней приходят молодые люди. Мать вынуждена остаться на улице, так как её в дом не пускают, чтобы не мешала веселиться. Молодые танцуют парами, а Татьяна совершает страшный грех богохульства - берёт с полочки икону Николая Чудотворца и начинает с ней в руках танцевать. Вдруг напуганные гости с криками выбегают из дома, но Татьяны среди них нет.
Выясняется, что во время танцев Татьяна внезапно застыла на месте, её члены как бы окаменели, а при попытках сломать пол ломаются только сами инструменты. При этом у девушки наблюдаются признаки жизни, например, слабое дыхание. Прибывшая скорая ничем не может ей помочь. Около дома выставляют наряд милиции.
Николай, репортёр областной газеты «Волжская правда», незадолго до этих событий посещал Гречанск. У него есть жена и ещё несколько женщин на стороне, в том числе и Татьяна. Николая снова отправляют в Гречанск, где местный начальник вместо Татьяны пытается подсунуть ему девушку, которая якобы действительно застывала на месте, а теперь снова нормально себя чувствует. Николай понимает, что его обманывают. Он находит настоящую Татьяну, с иконой в руках, и пишет о ней статью, пытаясь объяснить «стояние» девушки с материалистических позиций, используя термины из медицинской энциклопедии. Однако главный редактор статью не пропускает, после чего Николай с облегчением увольняется.
Затем в Гречанск приезжает Хрущёв, пожелавший лично разобраться с этим «чудом». Увидев девушку, которая простояла к этому моменту уже 128 дней, он приказывает забрать у неё икону. Это делает инок — сын местного священника, после чего девушка оживает, а Хрущёв улетает в Москву.
Татьяну в сопровождении милиционеров отправляют на обследование в больницу, там выясняется, что физически она вполне здорова. Подозревая в сговоре против советской власти, её начинают допрашивать уполномоченный по делам религии Кондрашов и майор милиции Першин. Она не реагирует на обвинения и грубость, оставаясь безразличной. С целью запугивания Кондрашов приказывает отправить Татьяну в камеру к заключенным-мужчинам, но в итоге пугаются сами заключенные, когда узнают, что это та самая Татьяна, о которой в городе разошлось так много слухов. 
После происшествия Татьяну считают сумасшедшей и определяют в местную психиатрическую больницу. На последних кадрах ей остригают волосы, и в этот момент ее внимание привлекает воркующий на подоконнике голубь. Она поворачивает голову в сторону окна и улыбается.

## В ролях
- Мария Бурова — Татьяна Скрыпникова
- Сергей Маковецкий — Кондрашов, уполномоченный по делам религии
- Константин Хабенский — Николай Артемьев, журналист
- Полина Кутепова — Наташа, жена Артемьева
- Александр Потапов — Никита Сергеевич Хрущёв
- Виктор Шамиров — отец Андрей, священник
- Виталий Кищенко — Першин, майор милиции
- Ольга Лапшина — Клавдия Ивановна
- Зураб Кипшидзе — Альберт Вахтангович
- Дима Опанасенко — Саша Голубцов
- Вячеслав Батраков — дядя Антип
- Наталья Гандзюк — жена отца Андрея
- Камиль Тукаев — Валериан Григорьевич
- Владимир Кабалин — столяр
- Анна Уколова — Галя
- Тимофей Трибунцев — Пашка
- Сергей Новиков — архиерей
- Дарья Румянцева — лже-Татьяна

## Съёмочная группа
- Сценарист: Юрий Арабов[3]
- Режиссёр-постановщик: Александр Прошкин
- Художник-постановщик: Екатерина Татарская
- Операторы-постановщики: Геннадий Карюк, Александр Карюк

## Съёмки фильма
Значительная часть съёмок фильма проходила в пригороде Тулы — посёлке Косая Гора. Для съёмок фильма был построен дом, подобный тому, в котором, как считается, произошла данная история (г. Куйбышев, ул. Чкалова, 84).
Съёмки проходили также на вокзале, в отделении милиции Ясногорска, в Заокской типографии, в здании «Тулаугля» и в тульском доме офицеров, где, по сюжету, проживает Хрущёв. Последние планы фильма сняты в музее-усадьбе «Ясная Поляна».

## Призы и награды
- МКФ в Москве — Специальный приз жюри «Серебряный Георгий».
- XV международный кинофестиваль фильмов о правах человека «Сталкер» в Москве — Приз «Сталкер» за лучший игровой фильм.
- Международный благотворительный кинофестиваль «Лучезарный Ангел» в Москве — Специальный приз жюри за режиссуру.

## Стояние Зои
Фильм основан на истории о стоянии Зои. События происходили в 1956 году в Куйбышеве. Утверждается, что в доме 84 по улице Чкалова жила некая Клавдия Болонкина. Её сын в новогоднюю ночь решил пригласить друзей. Среди приглашённых была Зоя Карнаухова, которая накануне познакомилась с молодым практикантом по имени Николай, обещавшим прийти к ним на праздник. Когда все подруги были с парнями, Зоя всё сидела одна, Николай задерживался. Когда начались танцы, она заявила: «Если нет моего Николая, буду с Николой Угодником танцевать!». И направилась к углу, где висели иконы. Друзья ужаснулись: «Зоя, это грех», но она сказала: «Если есть Бог, пусть Он меня накажет!».
Взяла икону, прижала к груди. Вошла в круг танцующих и вдруг застыла, словно вросла в пол. Её невозможно было сдвинуть с места, а икону нельзя было взять из рук — она будто приклеилась намертво. Внешних признаков жизни девушка не подавала, но в области сердца был слышен едва уловимый стук. О событии быстро узнал весь город, милиция боялась подходить к обездвиженной Зое, врачи ничем не могли помочь: когда они пытались сделать укол, иглы ломались и не входили в кожу. Священники тоже ничем не могли помочь, но потом появился иеромонах Серафим. Он смог вытащить икону из рук Зои и позже сказал, что её стояние закончится в день Пасхи. Так оно и произошло — Зоя простояла 128 дней до Пасхи, которая в том году была 6 мая.
Режиссёр Прошкин считает эту историю не придуманной. Протоиерей Всеволод Чаплин подтверждает, что об этом «таинственном явлении» имеется «множество свидетельств». Исходная информация об этой истории с попыткой её опровержения была опубликована 24 января 1956 года в фельетоне под названием «Дикий случай» в городской газете «Волжская коммуна» «по решению 13−й Куйбышевской областной партконференции, созванной в срочном порядке в связи с религиозными волнениями в городе».